# Ralph Wormeley Curtis

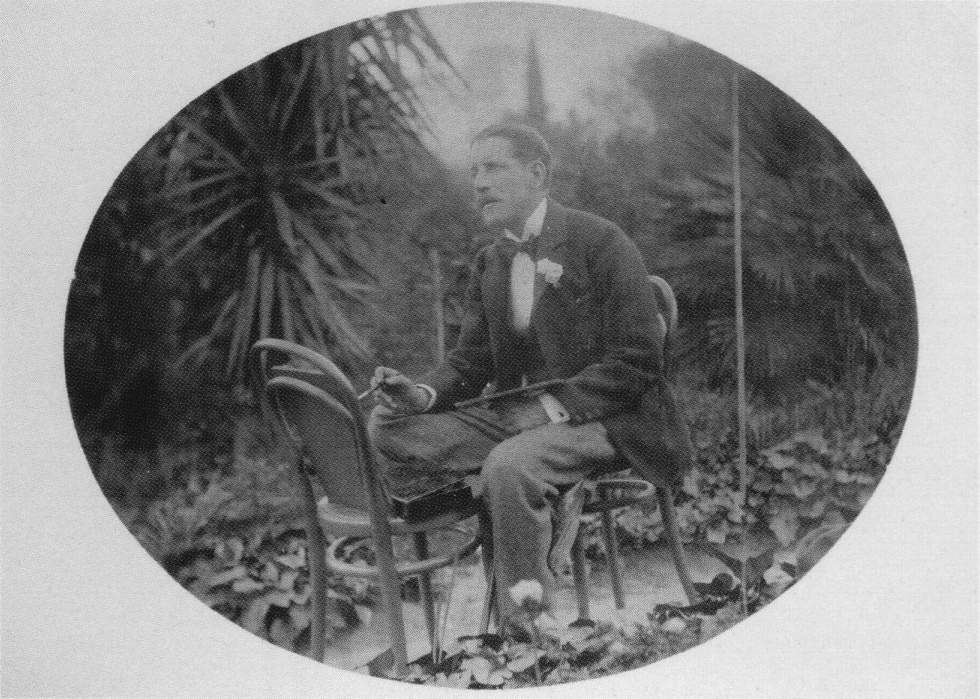
Ralph Curtis, Fotografie um 1902

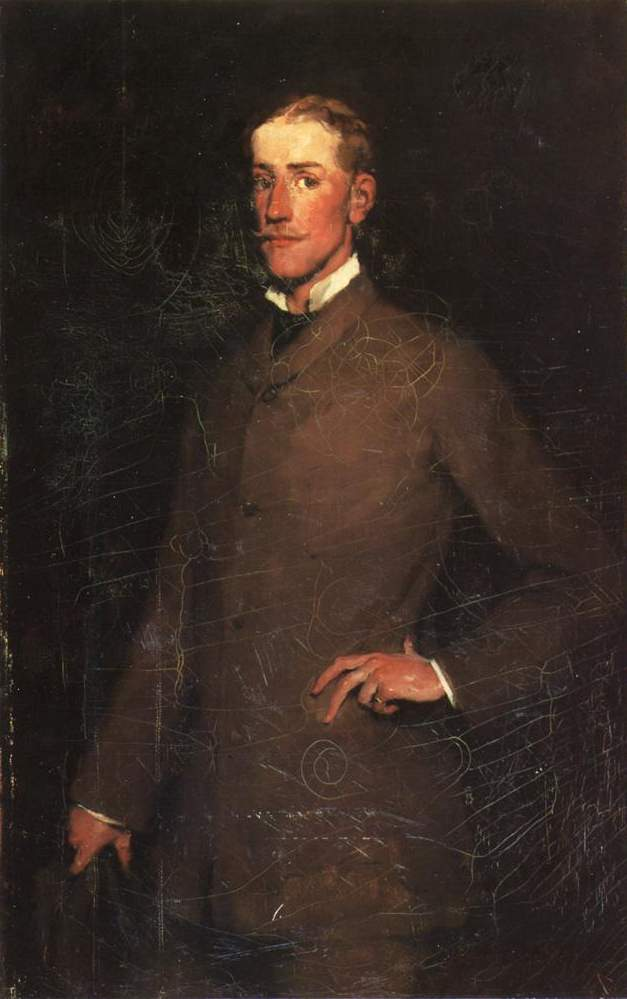
Frank Duveneck: Portrait of Ralph Curtis

Ralph Wormeley Curtis (geboren am 28. August 1854 in Boston; gestorben am 4. Februar 1922 in Beaulieu-sur-Mer) war ein amerikanischer Maler und Zeichner. Der überwiegend in Europa lebende Künstler stand unter dem Einfluss seiner Malerfreunde John Singer Sargent und James Abbott McNeill Whistler. Zu seinen bekanntesten Motiven gehören Stadtansichten von Venedig im Stil des Impressionismus.

## Familie
Ralph Wormeley Curtis kam 1854 in Boston als ältester Sohn des Rechtsanwaltes Daniel Sargent Curtis und seiner Frau Ariana Randolph Wormeley zur Welt. Beiden Elternteile stammten aus wohlhabenden Familien der Bostoner oberen Mittelschicht. 1858 wurde der jüngere Bruder Osborne Sargent Curtis geboren. Zum familiären Umfeld gehörten zudem zwei bekannte Künstler: der Bildhauer Richard Saltonstall Greenough (1819–1904), ein Onkel von Daniel Sargent Curtis, sowie der Maler John Singer Sargent, der Sohn eines Cousin des Vaters. Die Familie lebte zunächst im Bostoner Stadtteil Beacon Hill, bevor sie 1863 in den vornehmen Vorort Chestnut Hill umzogen, um sich 1869 erneut in Boston niederzulassen.

## Leben

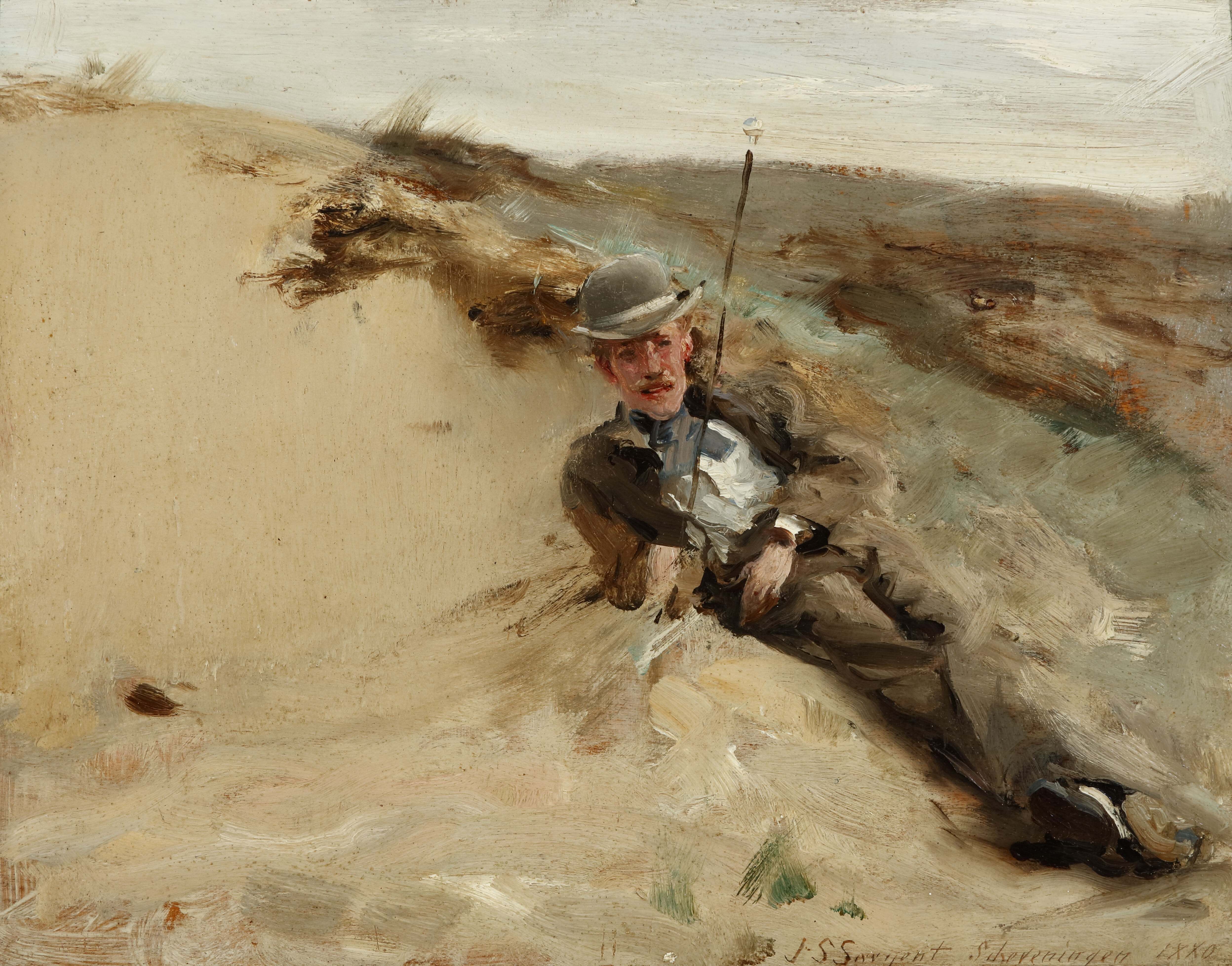
John Singer Sargent: Ralph Curtis on the Beach in Scheveningen, 1880

Nach Beendigung der schulischen Ausbildung studierte Ralph Curtis Jura an der Harvard University. Das Studium schloss er 1876 ab und ging anschließend nach Europa um sich als Maler ausbilden zu lassen. In Paris besuchte er die Académie Julian, wo zu seinen Lehrern die Salonmaler Gustave Boulanger und Jules-Joseph Lefebvre, sowie der Historienmaler Joseph Nicolas Robert-Fleury gehörten. Anschließend wechselte er in das Atelier von Emile Auguste Carolus-Duran. Hier befand sich bereits eine Gruppe amerikanischer Maler, zu der auch sein entfernter Cousin John Singer Sargent gehörte, den er in Paris erstmals traf. Zwischen Sargent und Curtis entwickelte sich eine enge persönliche und künstlerische Freundschaft, wobei Sargent deutlich Curtis beeinflusste.
Im Herbst 1877 übersiedelten die Eltern von Ralph Curtis nach Europa und ließen sich zunächst einige Zeit in Rom und später in Florenz nieder. Im Frühjahr 1878 besuchte er seine Eltern für einige Monate in Rom, nahm hier ebenfalls Malunterricht und verbrachte den Sommer gemeinsam mit den Eltern in Venedig. Im Herbst 1878 kehrte er nach Paris zurück und nahm sich ein eigenes Atelier. Gemeinsam mit Sargent unternahm er in den Folgejahren mehrere Skizzenreisen. Diese führten die beiden Maler 1880 in die Niederlande, um das Werk von Frans Hals zu studieren. Ein Zeugnis der Freundschaft zwischen den beiden Künstlern ist Sargents am Strand von Scheveningen entstandene Porträt von Ralph Curtis. Weitere gemeinsame Reisen unternahmen die beiden Maler 1882 nach London und 1886 nach Luzern.
Bereits 1879 lernte Curtis in Venedig James Abbott McNeill Whistler kennen, der ein Atelier im Palazzo Rezzonico am Canal Grande unterhielt. Curtis fertigte zu dieser Zeit mehrere Porträtzeichnungen von Whistler an. Ebenfalls am Canal Grande liegt der Palazzo Barbaro, in dem sich 1881 die Eltern von Ralph Curtis einmieteten, bevor sie die Wohnung 1885 schließlich erwarben. Die elterliche Wohnung in Venedig entwickelte sich in der Folgezeit zu einem Treffpunkt für Kunstliebhaber, Künstler und Schriftsteller, zu der neben Ralph Curtis und Sohn Singer Sargent so berühmte Zeitgenossen wie Isabella Stewart Gardner, Henry James, Edith Wharton, Vernon Lee und Claude Monet gehörten. Während seiner häufigen Aufenthalte in den Sommermonaten der 1880er Jahre in Venedig entstanden zahlreiche Werke von Ralph Curtis.
Als anerkannter und erfolgreicher Künstler stellte Curtis von 1881 bis 1893 regelmäßig seine Arbeiten im Salon de Paris aus. Bei der Pariser Weltausstellung von 1889 erhielt er für sein Gemälde Vue à Venise eine ehrenvolle Erwähnung. Darüber hinaus zeigte er wiederholt seine Arbeiten in London in der Royal Academy of Arts und der renommierten Grosvenor Gallery und ebenso in der Manchester Art Gallery. Gemeinsam mit seinen Freunden Sargent und Whistler nahm Curtis 1884 an einer Ausstellung im Dublin Sketching Club teil.
Curtis heiratete 1897 Lisa de Wolfe Colt. Aus dieser Ehe ging die Tochter Sylvia hervor. Die Familie ließ sich in Beaulieu-sur-Mer bei Monte Carlo nieder, wo Curtis 1922 verstarb.

## Werk
Zum Werk von Ralph Curtis gehören Porträts, Genreszenen, Interieurs, Stillleben und vor allem Landschaftsgemälde. Dieaw zeigen Küstenansichten, Flusslandschaften oder Stadtmotive, wobei ein großer Teil seiner Arbeiten Venedig thematisiert. Seine venezianischen Genreszenen lassen den Einfluss von Édouard Manet erkennen und stehen in enger Verwandtschaft zu den Werken italienischer Maler wie Giuseppe de Nittis und Giovanni Boldini. Darüber hinaus waren es die Arbeiten der Freunde Sargent und Whistler, die Curtis inspirierten. Vor allem in seinen Ansichten von Venedig zeigte Curtis eine meisterliche Wiedergabe von Lichteffekten auf dem Wasser im Stil des Impressionismus. Neben Gemälden schuf er zahlreiche Zeichnungen und Aquarelle.

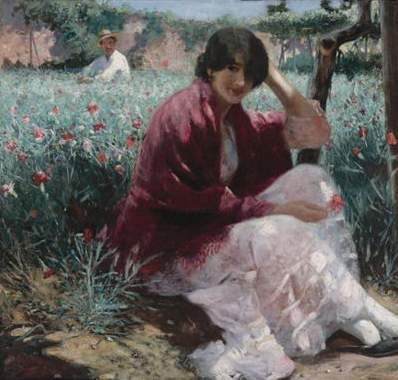
The Garden
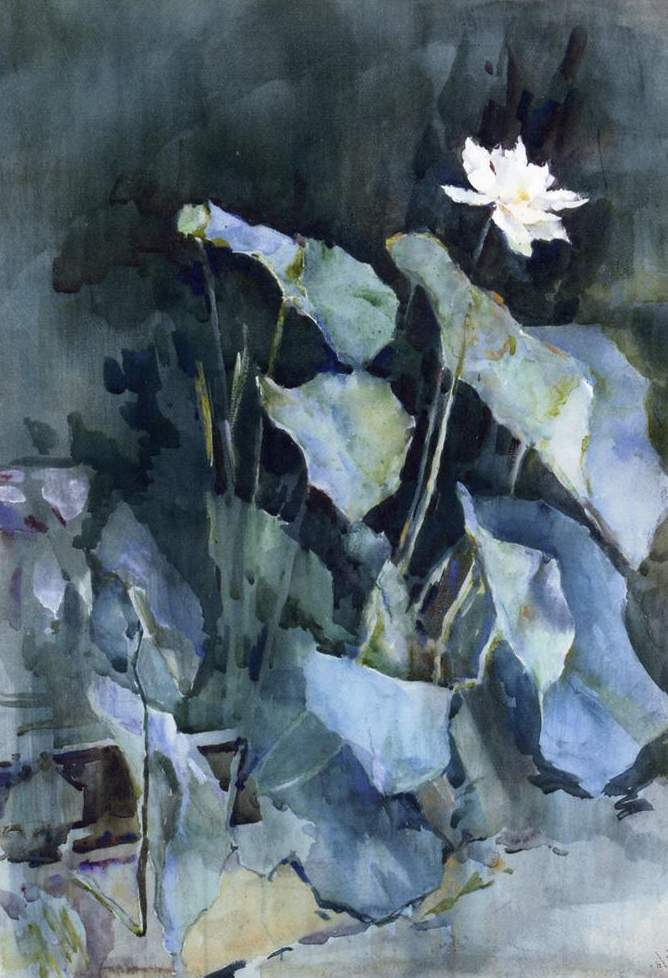
White Lotus
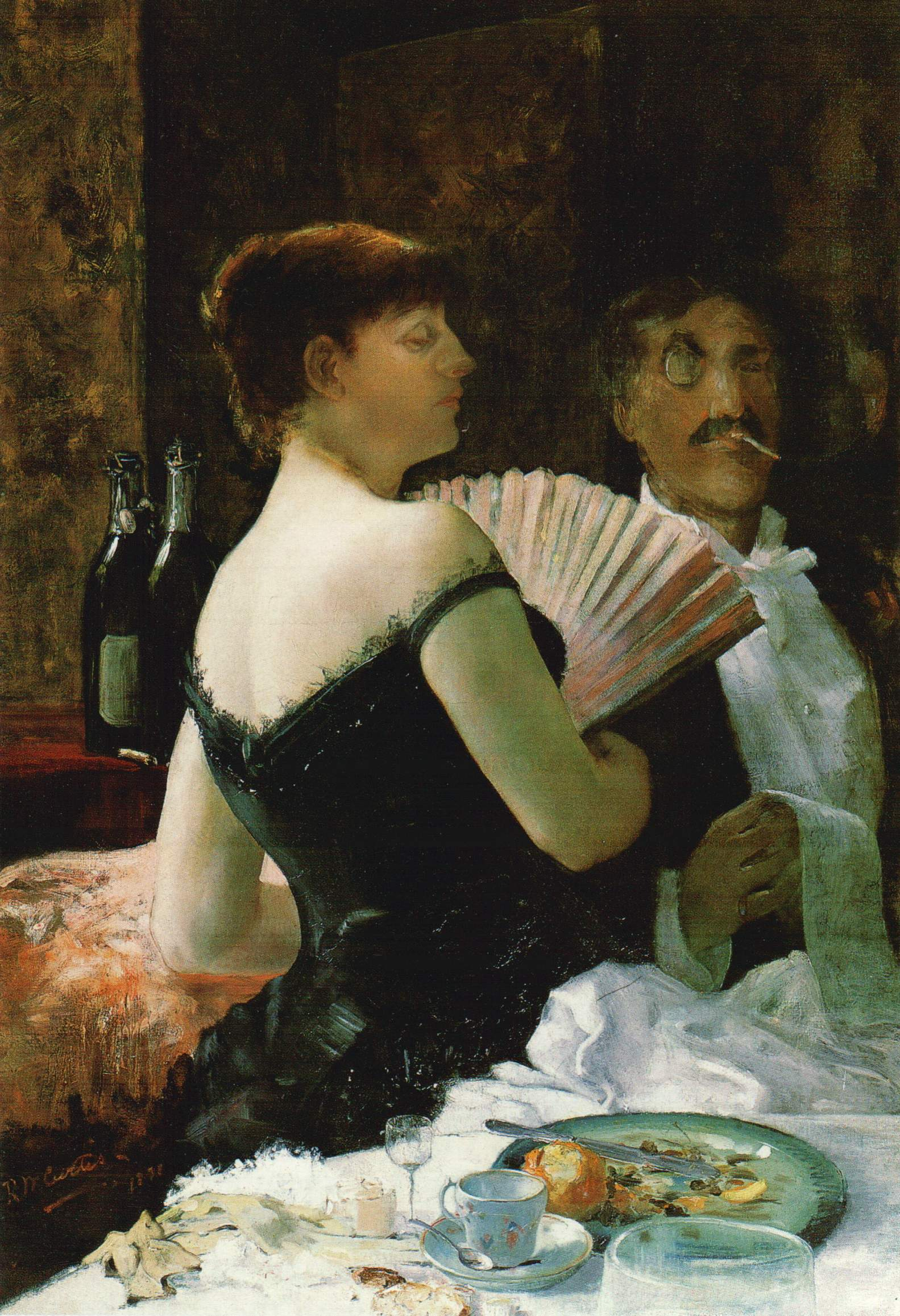
James McNeill Whistler at a Party
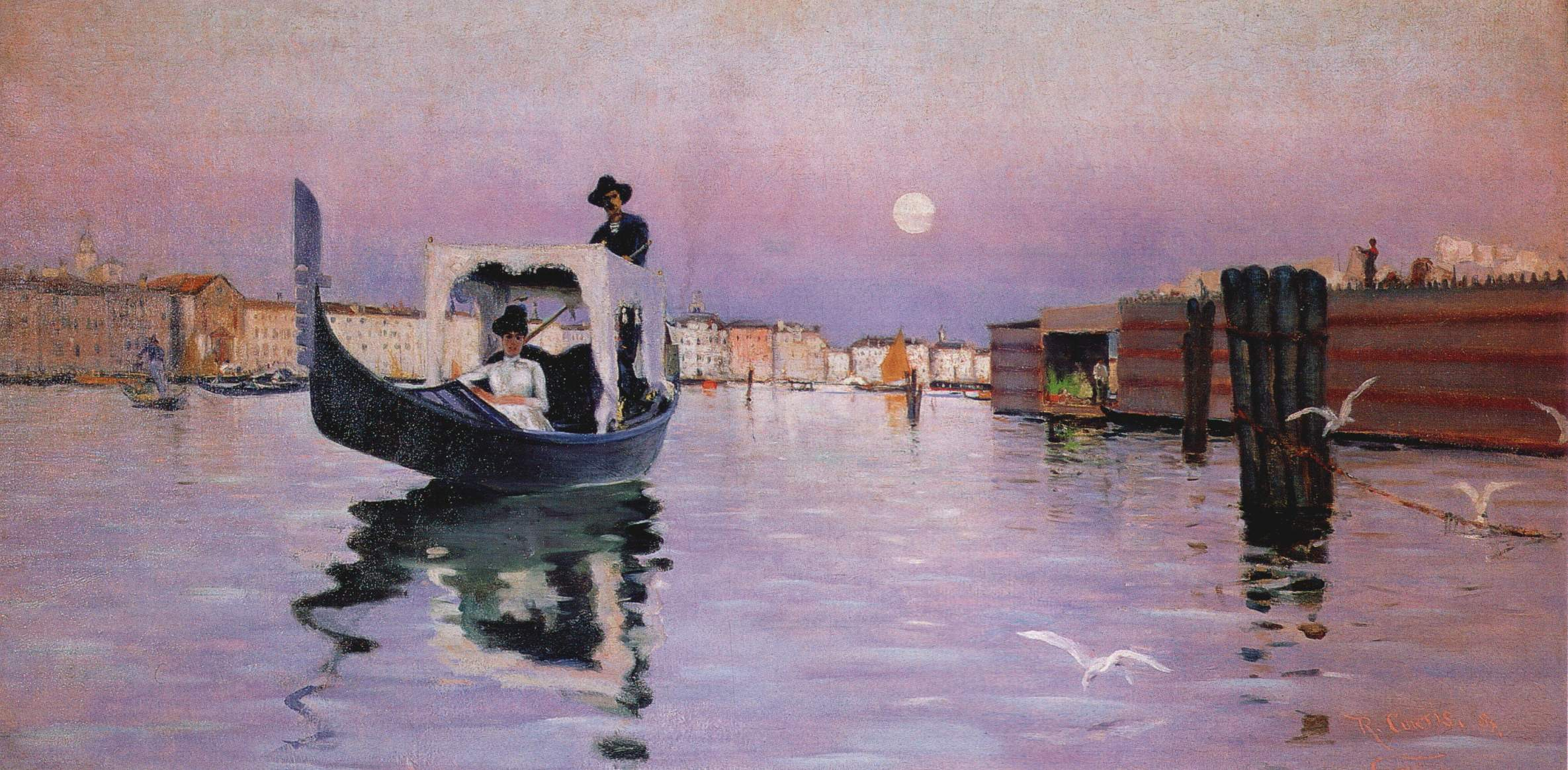
Return from the Lido 1884

## Werke in öffentlichen Sammlungen
- Return from the Lido – Isabella Stewart Gardner Museum, Boston
- A Japanese Teahouse – Palazzo Rucellai, Florenz
- Portrait of Robert Browning – Armstrong Browning Library, Waco